# Simon Méry
Simon Méry est un ingénieur français né à Marseille le 26 mai 1874, où il meurt le 1er septembre 1965. Il est le fondateur en 1899 de l'entreprise d'automobiles Turcat-Méry avec son beau-frère Léon Turcat.

## Biographie
Simon Méry est diplômé de l'École d'ingénieurs de Marseille tandis que son cousin Léon Turcat est diplômé de École supérieure de commerce de Marseille. Ensemble et à peine âgés de 22 ans, ils décident d'apporter certaines modifications personnelles à une Panhard-Levassor puis à une Peugeot. Ils se lancent ensuite dans la construction de leur première voiture dont les qualités techniques dépassent toutes leurs espérances.
Les premières commandes d'autos sont vite enregistrées et la marque Turcat-Méry devient rapidement synonyme de qualité technique (notamment grâce à l'utilisation de quatre cylindres sur les premières voitures).
Il repose au cimetière du Montparnasse à Paris.